# نظام نهري دجلة والفرات
نظام نهري دجلة والفرات هو نظام نهري كبير في غرب آسيا يصب في الخليج العربي. نهراه الرئيسيان هما دجلة والفرات مع روافد أصغر.
ينحدر النهران من منابعها ومجاميعها العليا في جبال شرق تركيا عبر الوديان والممرات إلى مرتفعات سوريا وشمال العراق ثم إلى السهل الرسوبي في وسط العراق. تنضم روافد أخرى إلى نهر دجلة من ينابيع في جبال زاغروس إلى الشرق. يتدفق النهران في اتجاه جنوبي شرقي عبر السهل الأوسط وتتحد عند القرنة لتشكل شط العرب وتصب في الخليج العربي. يشكل النهران وروافدهما مساحة 879.790 كيلومتر مربع، بما في ذلك أجزاء من تركيا وسوريا والعراق وإيران والكويت.
تتمتع المنطقة بأهمية تاريخية كجزء من منطقة الهلال الخصيب، حيث يُعتقد أن حضارة بلاد ما بين النهرين قد ظهرت فيها لأول مرة.

## جغرافية
حوض دجلة والفرات مشترك بين تركيا وسوريا والعراق وإيران والكويت. ينشأ العديد من روافد دجلة في إيران ويشكل التقاء دجلة والفرات جزءًا من الحدود العراقية الكويتية. منذ الستينيات والسبعينيات من القرن الماضي بدأت تركيا مشروع جنوب شرق الاناضول بشكل جدي، وهو ما أدى إلى نزاعات حول المياه بانتظام بالإضافة إلى تآثير السد على البيئة. بالإضافة إلى ذلك، ساهم بناء السدود السورية والإيرانية أيضًا في توتر سياسي داخل الحوض، لا سيما خلال مواسم الجفاف.
تتميز المنطقة البيئية بنهرين كبيرين، دجلة والفرات. تتلقى الجبال العالية في مستجمعات المياه العليا من الأمطار والثلوج أكثر من مستجمعات المياه السفلية، التي تتميز بمناخ شبه استوائي حار وجاف. يؤدي الذوبان السنوي للثلوج من الجبال إلى حدوث فيضانات الربيع، ويحافظ على المستنقعات الدائمة والموسمية في الأراضي المنخفضة.
يُعرف السهل بين النهرين باسم بلاد ما بين النهرين. وكجزء من الهلال الخصيب الأكبر، شهدت المنطقة أول ظهور للحضارة الحضرية المتعلمة في فترة أوروك، ولهذا السبب غالبًا ما توصف بأنها «مهد الحضارة».
يوجد سهل فيضي كبير في الحوض السفلي حيث تلتقي أنهار الفرات ودجلة وكارون لتكوين أهوار بلاد ما بين النهرين، والتي تضم بحيرات دائمة ومستنقعات وغابات على ضفاف النهر. تعتبر الهيدرولوجيا في هذه المستنقعات الشاسعة مهمة للغاية بالنسبة لبيئة الخليج العربي العلوي بأكمله.

## علم البيئة
أكثر الأسماك وفرة هي أنواع من الأسماك اللاذعة (البنية)، والتي يمكن أن يصل طول بعضها إلى مترين. كانت بعض الأنواع مصادر غذائية مهمة للسكان منذ آلاف السنين. تنتقل العديد من الأنواع بشكل موسمي بين النهر والمستنقعات من أجل التبويض والتغذية والشتاء. تعتبر سمك الايليش من الأسماك الغذائية المهمة التي تعيش في المياه الساحلية وتتكاثر في الروافد السفلية للحوض. تقوم أنواع المحيطات الأخرى أحيانًا بزيارة الروافد الدنيا للأنهار؛ ومن هذه كانت أسماك قرش الثور (Carcharhinus leucas) تصعد في نهر دجلة حتى بغداد.

### أهوار بلاد ما بين النهرين

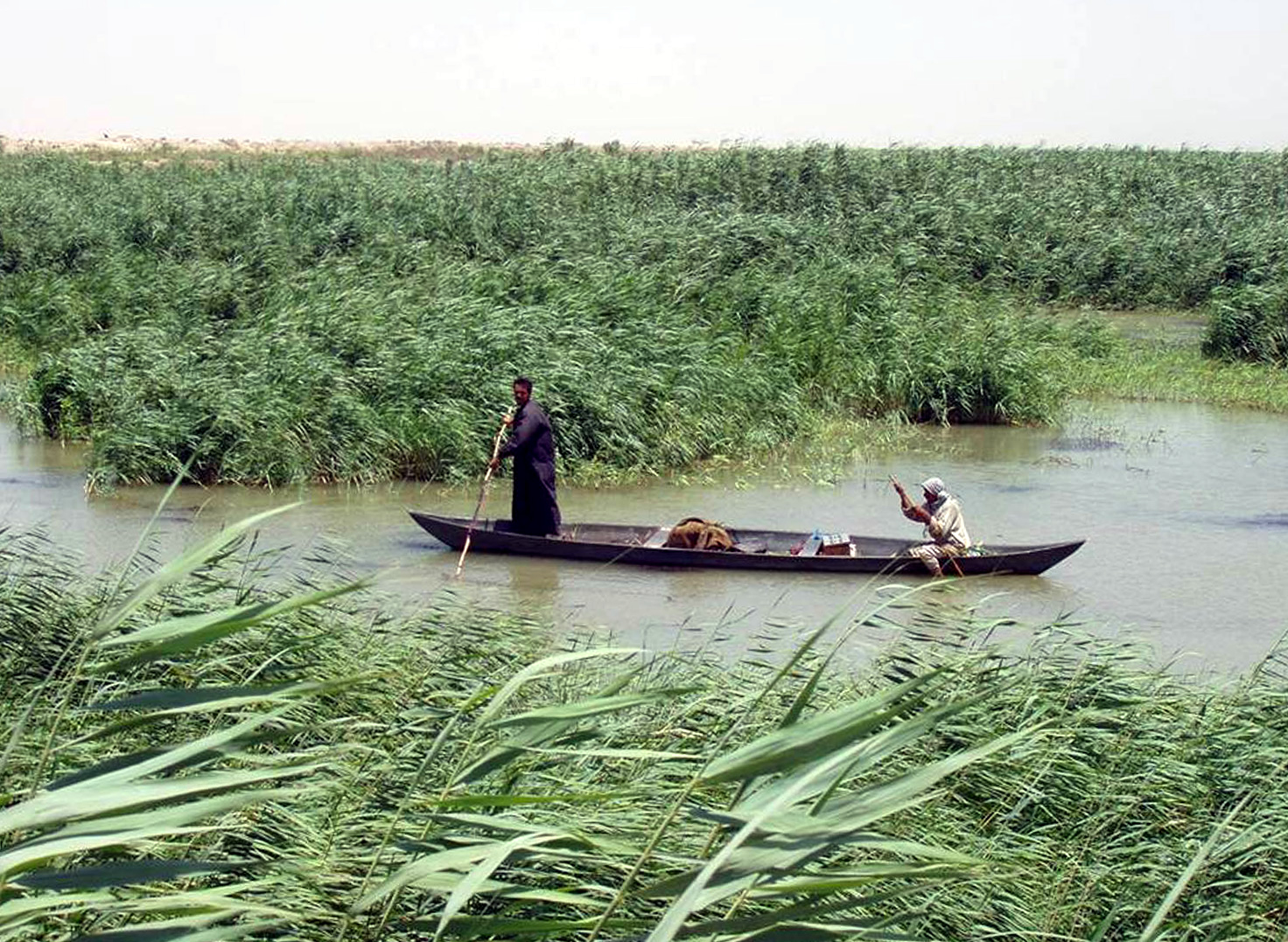
عرب الأهوار يركبون المشحوف في أهوار جنوب العراق

كانت أهوار بلاد ما بين النهرين في جنوب العراق تاريخياً أكبر نظام بيئي للأراضي الرطبة في غرب أوراسيا. يشمل الغطاء النباتي المائي القصب، والوردي، والبردي، التي تدعم العديد من الأنواع. المناطق المحيطة بنهر دجلة والفرات خصبة للغاية. المستنقعات هي موطن للطيور المائية، بعضها يتوقف هنا أثناء الهجرة، والبعض يقضي الشتاء في هذه المستنقعات ويعيش على السحالي والثعابين والضفادع والأسماك. الحيوانات الأخرى الموجودة في هذه المستنقعات هي جاموس الماء، نوعان متوطنان من القوارض، الظباء والغزال والحيوانات الصغيرة مثل الجربوع والعديد من الثدييات الأخرى. من طيور الأراضي الرطبة طيور هازجة قصب البصرة (Acrocephalus griseldis) وثرثارة خوزية (Turdoides altirostris) التي تستوطن في أهوار بلاد ما بين النهرين. طائر القصب في البصرة مهدد بالانقراض. من المحتمل أن تكون أنواع أخرى متوطنة في الأراضي الرطبة مثل جرذ بون قصير الذيل (نيسوكيا بوني)، قد انقرضت.
بدأ تجفيف الاهوار في الخمسينيات من القرن الماضي، لاستصلاح الأراضي للزراعة والتنقيب عن النفط. وسع صدام حسين هذا العمل في أواخر الثمانينيات وأوائل التسعينيات، كجزء من الحرب البيئية ضد عرب الأهوار، وهم مجموعة متمردة من الناس في العراق البعثي. ومع ذلك، مع اختراق المجتمعات المحلية للسدود بعد غزو العراق عام 2003، وانتهاء أربع سنوات من الجفاف في نفس العام، انعكست العملية وشهدت الأهوار معدل انتعاش كبير. تغطي الأراضي الرطبة الدائمة الآن أكثر من 50% من مستويات ما قبل السبعينيات، مع إعادة نمو ملحوظة لأهوار الحمّار والحويزة وبعض الانتعاش في الأهوار الوسطى.

## التهديدات البيئية
يعاني العراق من التصحر وملوحة التربة بسبب آلاف السنين من النشاط الزراعي. الحياة المائية والنباتية متناثرة. استنزفت مشاريع حكومة صدام حسين للتحكم في المياه مناطق الأهوار المأهولة شرق الناصرية عن طريق تجفيف أو تحويل مجاري المياه والأنهار. تم تهجير المسلمين الشيعة في ظل النظام البعثي. يشكل تدمير الموائل الطبيعية تهديدات خطيرة لسكان الحياة البرية في المنطقة. كما أن هناك إمدادات غير كافية من المياه الصالحة للشرب.
كانت الأهوار نظامًا بيئيًا طبيعيًا واسع النطاق للأراضي الرطبة تطورت على مدى آلاف السنين في حوض نهري دجلة والفرات وكانت تغطي ما بين 15 و20 ألف كيلومتر مربع. في الثمانينيات، تعرضت هذه المنطقة البيئية لخطر جسيم خلال الحرب العراقية الإيرانية. تم تجفيف أهوار بلاد ما بين النهرين، التي كان يسكنها عرب الأهوار ، بالكامل تقريبًا. على الرغم من أنها بدأت في التعافي بعد سقوط العراق البعثي في عام 2003، إلا أن الجفاف وبناء السدود المكثف وخطط الري في المنبع تسببت في جفافها مرة أخرى. وفقًا لبرنامج الأمم المتحدة للبيئة ومؤسسة AMAR الخيرية، تم تدمير ما بين 84% و90% من الأهوار منذ السبعينيات. في عام 1994، دمر نظام صدام 60% من الأراضي الرطبة - وتم تجفيفها للسماح بالوصول العسكري والسيطرة السياسية الأكبر على عرب الأهوار الأصليين. تم بناء القنوات والسدود والسدود لتوجيه مياه نهري دجلة والفرات حول الأهوار، بدلاً من السماح للمياه بالتحرك ببطء عبر المستنقعات. بعد جفاف جزء من نهر الفرات بسبب إعادة توجيه مياهه إلى البحر، تم بناء سد حتى لا تتمكن المياه من العودة من نهر دجلة والحفاظ على المستنقعات السابقة. تم حرق بعض الأهوار وساعدت الأنابيب المدفونة تحت الأرض في نقل المياه لتجفيفها بشكل أسرع.

## نزاع على المياه

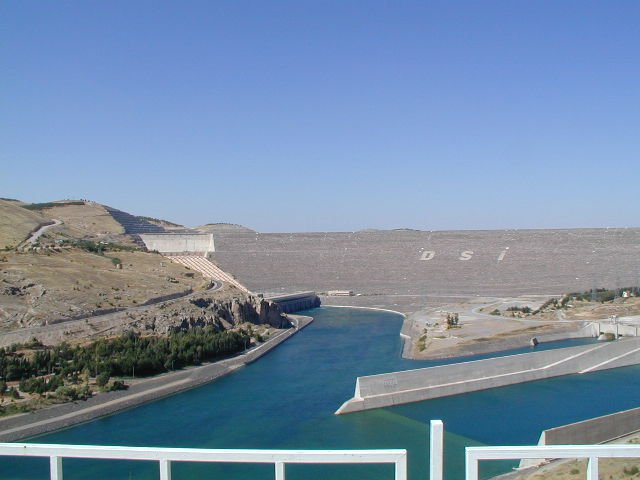
سد أتاتورك وتأثيره على نظام نهري الفرات ودجلة: التحديات المائية في الشرق الأوسط.

أصبحت قضية حقوق المياه نقطة خلاف بالنسبة للعراق وتركيا وسوريا ابتداء من الستينيات عندما نفذت تركيا مشروع الأشغال العامة (مشروع جنوب شرق الاناضول) الذي يهدف إلى حصاد المياه من نهري دجلة والفرات من خلال بناء 22 سدا. لأغراض الري والطاقة الكهرومائية. على الرغم من أن النزاع على المياه بين تركيا وسوريا كان أكثر إشكالية، إلا أن مشروع جنوب شرق الاناضول كان يُنظر إليه أيضًا على أنه تهديد من قبل العراق. وزاد التوتر بين تركيا والعراق بشأن هذه القضية بتأثير مشاركة سوريا وتركيا في الحظر الذي فرضته الأمم المتحدة على العراق في أعقاب حرب الخليج. ومع ذلك، فإن القضية لم تصبح أبدًا بنفس أهمية النزاع على المياه بين تركيا وسوريا.
أثار الجفاف في العراق عام 2008 مفاوضات جديدة بين العراق وتركيا حول تدفقات الأنهار عبر الحدود. على الرغم من أن الجفاف أثر على تركيا وسوريا وإيران أيضًا، إلا أن العراق اشتكى بانتظام من انخفاض تدفق المياه. واشتكى العراق بشكل خاص من نهر الفرات بسبب كثرة السدود على النهر. ووافقت تركيا على زيادة التدفق عدة مرات، بما يتجاوز إمكانياتها لتزويد العراق بمياه إضافية. شهد العراق انخفاضات كبيرة في تخزين المياه وغلات المحاصيل بسبب الجفاف. ومما زاد الطين بلة، أن البنية التحتية للمياه في العراق عانت من سنوات من الصراع والإهمال.
في عام 2008، وافقت تركيا والعراق وسوريا على إعادة تشغيل اللجنة الثلاثية المشتركة بشأن المياه للدول الثلاث من أجل إدارة أفضل للموارد المائية. وقعت تركيا والعراق وسوريا مذكرة تفاهم في 3 سبتمبر 2009، من أجل تعزيز التواصل داخل حوض دجلة والفرات وتطوير محطات مشتركة لمراقبة تدفق المياه. في 19 سبتمبر 2009، وافقت تركيا رسميًا على زيادة تدفق نهر الفرات إلى 450 إلى 500 متر مكعب / ثانية، ولكن فقط حتى 20 أكتوبر 2009. في المقابل، وافق العراق على تجارة النفط مع تركيا والمساعدة في كبح نشاط المسلحين الأكراد في منطقتهم الحدودية. يعارض العراق بشدة أحد آخر السدود التركية الكبيرة في مشروع الاناضول على نهر دجلة - سد إليسو - وهو مصدر الصراع السياسي.

## في وسائل الإعلام
- فجر العالم، فيلم، 2008.
- زمان، الرجل من القصب، فيلم، 2003

## روابط خارجية
- صورة الخليج الفارسي
- بي بي سي: العراق يشك في تعافي الأهوار